# 約翰斯堡 (印地安納州)
約翰斯堡（英語：Johnsburg）是位於美國印地安納州杜波伊斯縣的一個非建制地區。該地的面積和人口皆未知。